# 贝蒂讷 (维埃纳省)
贝蒂讷（法語：Béthines，法語發音：[betin]）是法国新阿基坦大区维埃纳省的一个市镇，属于蒙莫里永区。

## 地理
贝蒂讷（46°32'49"N, 0°58'33"E）面积37.02 平方千米，位于法国新阿基坦大区维埃纳省，该省份为法国中西部省份，北起曼恩-卢瓦尔省和安德尔-卢瓦尔省，西接德塞夫勒省，南至夏朗德省，东南接上维埃纳省，东临安德尔省。
与贝蒂讷接壤的市镇（或旧市镇、城区）包括：孔克勒米耶、安格朗德、伯奈兹河畔圣伊莱尔、安斯、茹尔内、利格莱、圣日耳曼、维勒莫尔。

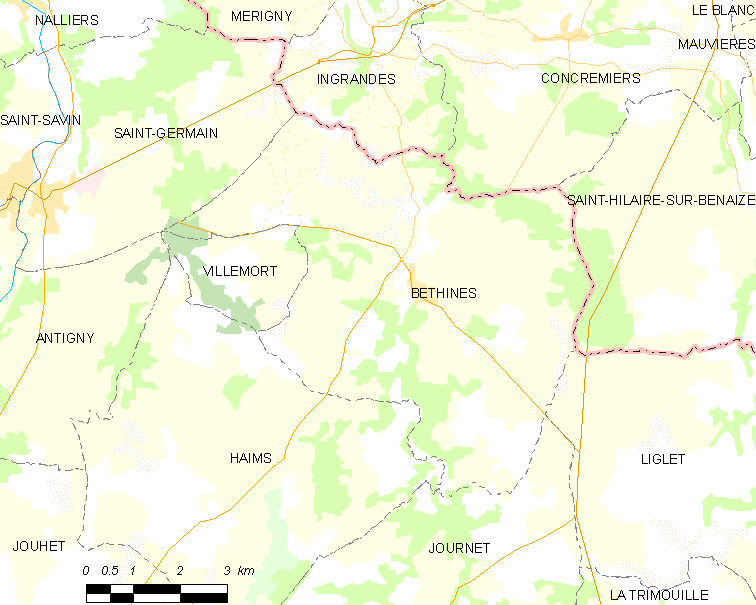
的OSM定位图

贝蒂讷的时区为UTC+01:00、UTC+02:00（夏令时）。

## 行政
贝蒂讷的邮政编码为86310，INSEE市镇编码为86025。

## 政治
贝蒂讷所属的省级选区为蒙莫里永县。

## 人口

1962-2008年间人口变化图示

贝蒂讷于2022年1月1日时的人口数量为470人。